# Henri Viltard
Henri Viltard, né le 24 janvier 1923 à Carnoules et mort le 31 juillet 1947 à Lyon, est un résistant français, Compagnon de la Libération. 

## Biographie

### Jeunesse
Henri Viltard naît le 24 janvier 1923 à carnoules, dans le Var. Il effectue toute sa scolarité à domicile du fait de sa santé fragile, due à une malformation cardiaque.

### Seconde Guerre mondiale
Hostile à l'occupation allemande et au régime de Vichy, il réalise ses premiers actes de résistance et est arrêté en septembre 1941 pour avoir lacéré des affiches. Installé en Savoie, il devient en août 1942 l'adjoint du responsable militaire de Savoie pour le mouvement Libération-Sud. il intègre ensuite l'Armée secrète et est nommé en janvier 1943, à seulement 20 ans, chef départemental de l'AS-Savoie. Après avoir organisé son état-major, il crée jusqu'en mars de la même année les premiers groupes franc et maquis armés du département. Il est ensuite nommé adjoint au chef régional des MUR pour la région Savoie-Haute-Savoie-Isère. En juin 1943, alors qu'il vient d'être condamné à mort par contumace par le régime de Vichy, il est promu sous-lieutenant au sein de la Résistance. Effectuant un grand nombre de missions de liaison entre Lyon et Paris, il est également très actif localement dans la région R1 et, le 17 octobre 1943, fait partie des équipes permettant l'évasion vers Londres du général de Lattre depuis le terrain clandestion "Aigle" à Manziat, dans l'Ain. Dans la nuit du 7 au 8 novembre suivant, il réceptionne le parachutage de la mission "Armada", composée des membres du BCRA André Jarrot et Raymond Basset. Se détachant provisoirement de son territoire, il suit ces deux hommes jusqu'à Troyes pour les assister dans leur mission de destruction d'une usine. De retour dans la zone R1, il dirige les groupes francs de l'Ain et de la Saône-et-Loire dans un grand nombre d'opérations de déraillement de trains autour de Mâcon.
Repéré par la Gestapo lyonnaise de Klaus Barbie, il est appelé à l'état-major et transféré dans la région R4 de Toulouse sous les ordres de Serge Ravanel, chef régional des corps francs de la Libération, qui le nomme chef départemental pour le Tarn-et-Garonne. Opérant aussi dans les départements limitrophes, il est en mission à Decazeville lorsqu'il est arrêté le 20 mai 1944 et emprisonné à Rodez,. Après l'échec d'une tentative d'évasion, il est transféré à Montpellier puis à Toulouse. Jouant de sa maladie, il parvient à se faire admettre à l'hôpital de Toulouse où, moins surveillé, il obtient l'aide des groupes francs locaux pour s'évader avec succès le 22 juillet 1944,. Après avoir été chargé de constituer l'état-major de la zone Nord de la région R4, le lieutenant Henri Viltard participe à la libération de Toulouse en entrant dans la ville le 19 août 1944 à la tête d'un détachement de FFI du Lot. Il rencontre le général de Gaulle à Toulouse en septembre puis est nommé adjoint de Jean-Pierre Vernant, commandant régional de la 17e région FFI (Midi-Pyrénées). Il quitte cependant rapidement ce poste, appelé à Paris au ministère de la guerre pour y devenir chef de cabinet du général Joinville avant d'être affecté, en mars 1945, à la Direction du personnel de l'armée de terre au sein de laquelle il est promu capitaine le mois suivant.

### Après-Guerre
Démobilisé en octobre 1946, Henri Viltard n'a que peu de temps pour profiter du temps de paix. Victime de sa maladie cardiaque, il meurt prématurément le 31 juillet 1947 à Lyon et est inhumé à Chambéry.

## Décorations
|  |  |  |  |  |  |  |  |  |
|  |  |  |  |  |  |  |  |  |

| Chevalier de l'Ordre de la Légion d'Honneur      | Chevalier de l'Ordre de la Légion d'Honneur | Chevalier de l'Ordre de la Légion d'Honneur | Compagnon de la Libération Par décret du 18 janvier 1946 | Compagnon de la Libération Par décret du 18 janvier 1946 | Compagnon de la Libération Par décret du 18 janvier 1946 | Croix de guerre 1939-1945 Avec deux palmes | Croix de guerre 1939-1945 Avec deux palmes | Croix de guerre 1939-1945 Avec deux palmes |
| Médaille de la Résistance française Avec rosette |                                             |                                             |                                                          |                                                          |                                                          |                                            |                                            |                                            |